# Jasmin Wagner
Jasmin Wagner (ur. 20 kwietnia 1980 w Hamburgu) – niemiecka piosenkarka pop, aktorka i modelka występująca pod pseudonimem scenicznym Blümchen, bądź, w krajach anglojęzycznych, Blossom.

## Życiorys
Od 1984 roku pracowała jako modelka, w liceum należała do słynnego w Niemczech zespołu cheerleaderek Hamburg Blue Angels działającego przy zespole futbolu amerykańskiego, Hamburg Blue Devils. W 1995 roku wypatrzyli ją dwaj producenci muzyczni związani z Neue Deutsche Welle, Stani Djukanovic oraz Arn Schürmann. Pomogli jej nagrać debiutancki album, Herzfrequenz, który dzięki przebojom takim jak Herz an Herz czy Kleiner Satellit (Piep, Piep), odniósł duży sukces w krajach niemieckojęzycznych. Kolejne albumy i kolejne przeboje, m.in. Nur geträumt (cover utworu Neny), Gib mir noch Zeit czy Es ist vorbei ugruntowały pozycję Jasmin na niemieckiej scenie muzycznej. W teledyskach i na koncertach często tańczy i śpiewa jednocześnie. Od 1998 roku reklamowała kolekcję amerykańskiego projektanta Tommyego Hilfigera.
W 2001 roku, krótko przed swoimi 21. urodzinami, Jasmin ogłosiła, że rezygnuje z występów pod dotychczasowym pseudonimem Blümchen. Artystka chciała w ten sposób zerwać z dotychczasowym wizerunkiem nastoletniej gwiazdy. Potwierdziła to kolejna, wydana po kilku latach milczenia, już pod własnym nazwiskiem, płyta.

## Działalność charytatywna
Jasmin Wagner jest zdeklarowaną wegetarianką, należy do organizacji, m.in. People for the Ethical Treatment of Animals oraz Whale and Dolphin Conservation Society, walczących o ochronę dzikich zwierząt. Działa również w ruchach zbierających pieniądze na pomoc dzieciom chorym na nowotwory, w 2004 roku, po trzęsieniu ziemi oraz fali tsunami, które nawiedziły region Oceanu Indyjskiego, założyła fundację, która zebrała i przekazała rodzinom ofiar ok. 60 000 euro pomocy.
12 grudnia 2018 za pośrednictwem oficjalnego profilu w serwisie Facebook artystka zapowiedziała powrót do występów pod pseudonimem Blümchen, do którego doszło 30 marca 2019 podczas festiwalu muzyki lat 90. XX w. na stadionie Veltins-Arena w Gelsenkirchen.

## Dyskografia

### Jako Blümchen
- 1996: Herzfrequenz
- 1997: Verliebt...
- 1998: Jasmin
- 1999: Live in Berlin
- 2000: Die Welt gehört dir
- 2000: Meine größten Erfolge (kompilacja)
- 2001: Für immer und ewig
- 2003: The Best of Blümchen (kompilacja)
- 2019: Computerliebe

### Jako Blossom
Pod tym pseudonimem piosenkarka nagrała anglojęzyczne wersje swoich dwóch pierwszych albumów:
- 1996  Blossom / (Blümchen) - Heartbeat [Herzfrequenz] (Full Album English Version)
- 1997 In Love

### Jako Jasmin Wagner
- 2006 Die Versuchung

## Filmografia
W 2001 roku Jasmin Wagner rozpoczęła również karierę filmową.
- 2003 Operation Dance Sensation ... Schwester Stefanie
- 2003 Randgruppe ... Jasmin
- 2001 Wyścig ... Ingrid